# Elly Dammers
Elly Dammers (eigentlich Elizabeth Dammers; * 15. August 1921 in Amsterdam; † 3. Januar 2009 in Houten) war eine niederländische Speerwerferin.
Bei den Leichtathletik-Europameisterschaften 1946 in Oslo wurde sie Vierte und bei den Olympischen Spielen 1948 in London Achte.
Viermal wurde sie Niederländische Meisterin (1940, 1942, 1943, 1944). Ihre persönliche Bestleistung von 41,99 m stellte sie am 23. Juni 1946 in Amsterdam auf.